# Deskstar

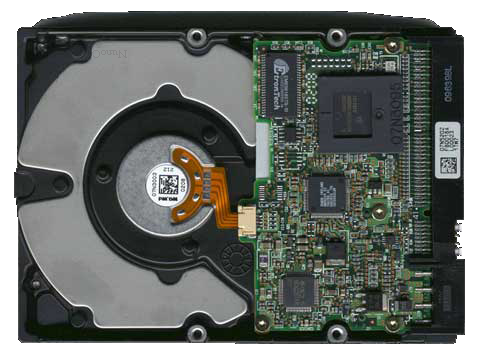
IBM Deskstar.

IBM Deskstar é o denominador da série de discos de 3.5" para desktops da IBM.
Em 2002 a Hitachi comprou a divisão de armazenamento da IBM, renomeando o modelo para Hitachi Deskstar.

## Ação judicial
Michael T. Granito Jr, proprietário de um HDD IBM Deskstar 75GXP, entrou com ação judicial contra a IBM devido a defeitos conhecidos dessa série, estes divulgados amplamente pela mídia especializada.
Mesmo sem admitir culpa, a IBM chegou a um acordo em 2005
Nos EUA, foi movida uma ação de classe contra a IBM, resultando numa indenização de $100 a cada proprietário de uma unidade defeituosa..